# Techno

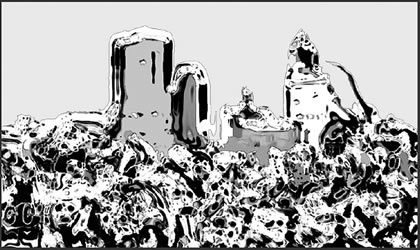
Techno inom konsten.

Techno är en elektronisk dansmusikstil som uppstod under mitten och slutet av 1980-talet i Detroit i Michigan. I dag existerar många typer av techno, men Detroit-techno är genren som anses ha lagt grunden för utvecklingen av övriga subgenrer.
Musikjournalister och technofantaster är generellt sett försiktiga i användandet av termen techno; betydelsen av namnet ska inte jämföras med närliggande men ofta kvalitativt olika genrer (till exempel house, trance), eller med någon av technons många subgenrer.

## Historia
Namnet techno användes tidigt, men då snarast som ett adjektiv, för att beskriva soundet på den musik som då uppfattades som en utlöpare från den mer omfattande housescenen i Chicago. Det var först med samlingsalbumet Techno! The New Dance Sound of Detroit (1988) som termen etablerades som ett namn på en musikgenre. Albumets titel ändrades strax innan det gavs ut – det var ursprungligen tänkt att heta The New House Sound of Detroit. På albumet finns även den första technolåten som fick ett stort kommersiellt genomslag – Inner Citys Big Fun.
Termen lyftes ännu mer när Alvin Toffler släppte sin bok The Third Wave, och strax efter 1990 blev namnet techno musikvärldens samlingsnamn på all elektronisk musik. 
Musikstilen fick större spridning i Västeuropa än Amerika, och har gått i nya riktningar och gett upphov till ett stort antal nya genrer.
Utvecklingen av techno började med inspiration av diverse stilar som Chicago house, funk, electro och eurocentrisk elektronisk jazz och tidens populära elektroniska grupper som Kraftwerk. 
Utöver detta fanns ett intresse för futuristiska och chimära teman som grundade sig på det amerikanska kapitalistsamhället; i synnerhet Alvin Tofflers roman Future Shock. Musikpionjären Juan Atkins citerar ofta uttrycket "technorebeller" från romanen som inspirerade honom att använda just ordet "techno" för att beskriva den nya musikstilen. Jeff Mills musikkollektiv Underground Resistance, UR, och klädsel i militära mönster byggde vidare på detta. Den unika blandningen av influenser allierar techno med estetik refererad som afrofuturism. För producenter som Derrick May är överföringen av musik från maskin till kropp ofta en central sysselsättning; i grund och botten ett uttryck för teknologisk spiritualitet. "Technodansmusik besegras av det som Adorno såg som en alienerande effekt av mekaniseringen av det moderna medvetandet."
Tre personer anses vara upphovsmännen bakom musikgenren – alla från Detroit, Michigan. Dessa är Derrick May, Juan Atkins och Kevin Saunderson, kända som The Belleville Three, eftersom de växte upp i Belleville. De tre var runt 10-20 år gamla 1973 och 1979 då oljekrisen gjorde att många företag lade ned sin produktion av bilar i Detroit. I ett ofta citerat försök att förklara musiken sade Derrick May : "Musiken är som Detroit, ett totalt misstag. Det är som om George Clinton och Kraftwerk sitter fast i en hiss."
De tre lyssnade på radioprogrammet Midnight Funk Association med DJ Charles "The Electrifying Mojo" Johnson, som spelade bland annat Kraftwerk, Yellow Magic Orchestra, Tangerine Dream, the B-52's, Devo och Parliament Funkadelic. 
Kraftwerk anses som technomusikens föregångare. Yellow Magic Orchestra beskrivs som proto-techno, där Technopolis från 1979 är en hyllning till den teknologiska staden Tokyo. 
Atkins har sagt att han lyssnat mycket på Kraftwerk och uppskattade deras mer rena ljud än den mer UFO inspirerade musiken. 
May ser sin musik som en direkt fortsättning på europeisk syntmusik.
Saunderson blev också influerad av den sortens musik, men var mer intresserad av att med teknikens hjälp göra musik själv.
Atkins lärde May hur man mixar skivor, som blivit populärt efter discotiden. De två startade, med tre andra personer, Deep Space Soundworks eller bara Deep Space år 1981, som året efter gjorde mixar åt The Electrifying Mojos program. Under denna tid spelades musiken av olika DJ:ar på lokala klubbar, kontor och kyrkors lokaler för en ung publik.

## Technons kännetecken och stilar

### Detroit-techno
Detroit-techno räknas som grunden till dagens technomusik, skapad i mitten på 1980-talet. Främsta artisterna är Juan Atkins, Kevin Saunderson och Derrick May. Stilen känns igen på de analog synthesizer och trummaskiner som Roland TR-909.

#### Minimalistisk techno
Minimalistisk techno är en subgenre till technomusiken, som karakteriseras av repetition av korta slingor och subtila övergångar. Tempot ligger oftast runt 120–135 BPM. Relaterade stilar inkluderar detroit-techno, ambient techno, microhouse och tech house.
I grunden är minimalistisk techno oftast atonal och bygger till stor del på rytmiska element. Ofta används ljud som upplevs som små klick och filtrerat brus i en rytmisk loop. Basgången är oftast djup och hårt filtrerad vilket skapar ett dovt ljud som är fattigt på övertoner. För att bygga upp dramatik i låtarna är det vanligt att använda olika typer av eko och rums effekter vars variabler ändras över tiden. På senare år har genren blivit influerad av microhouse (och vice versa) vilket medfört att det blivit svårare att kategorisera vad som är vad.
Sedan 2004 har stilen fått stor popularitet bland klubbar i länder som Tyskland, Nederländerna, Italien, Spanien och Storbritannien.

### Acid techno
Acid techno är den technomusikstil som utvecklades i mitten av 1990-talet på Londons free party-scen. Den är känd för sitt flitiga användande av Roland TB-303.

## Technomusiker
| - 808 State - Adam Beyer - Basic Channel - Boeoes Kaelstigen - Cari Lekebusch - Carl Cox - Daniel Bell - Derrick May - Ellen Allien - Hardfloor | - Jeff Mills - Jesper Dahlbäck - Juan Atkins - Kevin Saunderson - Paul Kalkbrenner - Ricardo Villalobos - Richie Hawtin - Sven Väth - Thomas Brinkmann - Vitalic | - Zombie Nation |